# J. Lister Hill
J. Lister Hill (Montgomery, 1894. december 29. – Montgomery, 1984. december 20. vagy 1984. december 21.) az Amerikai Egyesült Államok szenátora (Alabama, 1938–1969).